# Vulcanismo
È definito un fenomeno di vulcanismo qualsiasi evento di risalita in superficie di materiale allo stato fuso, spesso accompagnato da prodotti solidi e gassosi, attraverso spaccature della crosta terrestre note come vulcani.
Nell'astenosfera e nella crosta terrestre si creano grosse masse magmatiche a causa delle forze tettoniche e della crescente pressione e temperatura. Inoltre sono gli stessi processi tettonici che permettono la risalita di questo materiale. La disposizione dei vulcani risulta localizzata lungo i margini tra le zolle tettoniche e in particolare lungo le fosse abissali, dove lo sprofondamento della crosta porta alla fusione di parte della zona di contatto, o lungo le dorsali oceaniche, dove il magma del mantello risale in superficie. Questo è dato anche nella perdita della pressione

## Tipi di vulcano
Ci sono però diversi tipi di vulcani, a seconda del materiale eruttato: 
- Quando il magma eruttato è molto basico si dà origine a vulcano a scudo (per esempio quelli islandesi, o più genericamente le dorsali), le cui eruzioni sono frequenti e poco esplosive; la lava scorre fluida per molto tempo prima di solidificarsi, dando origine ad un edificio molto largo e appiattito (eruzione di tipo hawaiano, o islandese se il cratere è lineare). Il materiale è perlopiù di tipo fuso. Questi vulcani sono localizzati lungo le dorsali e nei punti caldi.
- Troviamo invece un vulcano a cono quando le lave sono più acide. In questi casi il magma è molto viscoso e trova difficoltà nel risalire, solidificando velocemente una volta fuori. Alle emissioni laviche si alternano emissioni di piroclastici, ossia materiale solido che viene emesso in modo esplosivo e che, alternandosi con le colate, forma gli strati dell'edificio. Eruzioni di questo tipo possono essere molto violente, poiché il magma tende ad ostruire il camino vulcanico creando un “tappo”; solo quando le pressioni interne sono sufficienti a superare l'ostruzione l'eruzione riprende (eruzione di tipo vulcaniano), ma nei casi estremi ci può essere un'esplosione che può arrivare a distruggere l'intero vulcano (eruzione di tipo peleano). Il vulcanismo di questo tipo è presente lungo il margine continentale delle fosse o dei sistemi arco-fossa, ossia dove il magma proviene dalla crosta, ove le rocce sono di composizione più eterogenea.
- Le caldere invece, sono ampie depressioni circolari con il fondo piatto e le pareti interne ripide, che si formano in seguito al crollo della parte superiore dell'edificio vulcanico.

## Le manifestazioni tardive
Vi è infine da analizzare un terzo aspetto del vulcanismo, ossia il vulcanismo secondario: infatti quando il fenomeno eruttivo cessa permane comunque in profondità la camera magmatica che raffredda e solidifica nel corso di milioni di anni, nel corso dei quali continua ad interagire con il terreno, con l'acqua delle falde, con i gas in risalita. Tale massa in raffreddamento è detta plutone e dà origine a popolari fenomeni detti manifestazioni tardive, come le fonti idrotermali, i geyser, le fumarole, le mofete, le putizze, le solfatare, i soffioni boraciferi, le sorgenti sulfuree, il bradisismo ecc...